# Entertainment Weekly
Entertainment Weekly ist eine monatlich erscheinende, US-amerikanische Zeitschrift. Herausgegeben wird das Unterhaltungsmagazin vom US-amerikanischen Unternehmen Time Inc., das zum Time-Warner-Konzern gehört. Zu den Themen des Magazins gehören Film, Fernsehen, Musik, Broadway Theater, Bücher und Popkultur.
Sie ist mit 1,8 Millionen Exemplaren die mit Abstand auflagenstärkste Filmzeitschrift der Welt. Ihr folgen mit 123.000 Exemplaren Empire, mit 72.000 Exemplaren The Hollywood Reporter und mit 54.000 Exemplaren Variety.
Die erste Ausgabe erschien am 16. Februar 1990. Das Konzept des Magazins wurde von Jeff Jarvis entwickelt. Gegründet wurde es von David Morris, der außerdem bis 2007 Herausgeber war. Am 5. Juli 2019 erschien die letzte, wöchentliche Ausgabe von Entertainment Weekly. Ab August 2019 wechselte das Magazin zu einem monatlichen Turnus.

## Trivia
Der Ausgabe vom 5. Oktober 2012 lag ein einfaches Smartphone auseinandergebaut, aber funktionstüchtig als dicke Seite des Magazins bei.